# HD35881
HD35881 — хімічно пекулярна зоря спектрального класу B8, що має видиму зоряну величину в смузі V приблизно  7,8.
Вона  розташована на відстані близько 616,6 світлових років від Сонця.

## Пекулярний хімічний вміст
HD35881 належить до Хімічно пекулярних зір з пониженим вмістом гелію 
й в її  зоряній атмосфері спостерігається нестача He у порівнянні з його вмістом в атмосфері Сонця.